# Leonhard Brockmann
Pour les articles homonymes, voir Brockmann.
Leonhard Brockmann (né le 24 juin 1935 à Dülmen et mort le 25 novembre 2015 à Eppertshausen) est un homme politique allemand (CDU). Il est député du Landtag de Hesse.

## Biographie
Leonhard Brockmann est issu d'une famille fortement enracinée dans la foi catholique. 
Après l'école primaire, il fait un apprentissage de cordonnier de 1950 à 1953. Dans les années qui suivent, il travaille comme ouvrier et aide de laboratoire dans l'industrie chimique jusqu'à ce qu'il fasse un apprentissage à l'Institut social catholique (de) de Bad Honnef de 1968 à 1969. Il travaille ensuite à la pastorale du diocèse de Mayence.
Leonhard Brockmann est actif au sein du Mouvement des travailleurs catholiques (de) (KAB) depuis 1955. Il est membre du comité d'entreprise et président d'État de la Confédération des syndicats chrétiens (de) de Hesse.
Leonhard Brockmann est marié et a trois enfants.

## Politique
En 1961, Leonhard Brockmann rejoint la CDU et s'engage dans l'Union chrétienne-démocrate des travailleurs (de) (CDA). Pendant de nombreuses années, il occupe des postes au conseil d'arrondissement de la CDU et de la CDA.
De 1972 à 1981, Leonhard Brockmann est membre du parlement communal d'Eppertshausen et de 1981 à 1985 au conseil municipal.
Leonhard Brockmann est député du Landtag de Hesse pendant plus de six législatures, du 1er décembre 1974 au 4 août 1983 et du 6 juin 1984 au 4 avril 1995.
Depuis 1981, il est membre de l'assemblée représentative de l'AOK (de) Darmstadt-Dieburg.

## Honneurs
- Croix fédérale du Mérite sur ruban (28 août 1986)[1]
- Croix fédérale du Mérite de 1re classe (5 septembre 1995)[1]